# Världshälsodagen
Världshälsodagen är en av FN:s internationella dagar som firats årligen den 7 april under ledning av Världshälsoorganisationen (WHO) sedan 1950 till åminnelse av organisationens bildande 7 april 1948. Världshälsorapporten brukar presenteras i samband med Världshälsodagen.
Varje år har olika teman, 2008 låg fokus på klimatförändringarnas effekter på hälsan. Dessutom firades WHO:s 60-årsjubileum. 